# Lee McConnell
Lee McConnell (Glasgow, 9 oktober 1978) is een voormalige Schotse atlete, die gespecialiseerd was in de 400 m en de 400 m horden. Haar grootste successen behaalde ze als estafetteloopster op de 4 x 400 m estafette. Ze nam driemaal deel aan de Olympische Spelen, maar won hierbij geen medailles.

## Biografie

### Begonnen met hoogspringen
Voor de 400 m en de 400 m horden deed McConnell aan hoogspringen. Zo is ze op dit nummer meervoudig Schots kampioene en won ze op de AAA indoorkampioenschappen in 1999 een bronzen medaille achter Michelle Dunkley (goud) en Debbie Marti (zilver).

### Olympisch debuut in 2004
Haar beste individuele prestatie is de zilveren medaille, die zij op de 400 m veroverde tijdens de Gemenebestspelen in 2002. Lee McConnell nam ook deel aan de Olympische Spelen van 2004 in Athene op dit onderdeel, maar sneuvelde in de halve finale met 52,63 s. Succesvoller was zij op de 4 x 400 m estafette; op dit nummer snelde zij samen met Donna Fraser, Catherine Murphy en Christine Ohuruogu in de finale naar een vierde plaats in 3.25,12.

### Tweemaal estafettebrons op WK's
Op de wereldkampioenschappen van 2005 in Helsinki en die van 2007 in Osaka verliepen haar wedstrijden volgens eenzelfde patroon: op de 400 m individueel werd Lee McConnell in de halve finales uitgeschakeld, maar op de 4 x 400 m estafettes behaalde ze met haar teamgenotes beide keren een bronzen medaille. In Osaka ging dit zelfs gepaard met een nieuw nationaal record: samen met Christine Ohuruogu, Marilyn Okoro en Nicola Sanders realiseerde ze een tijd van 3.20,04 achter de estafetteploegen uit Amerika (goud; 3.18,55) en Jamaica (zilver; 3.19,73). Brons won ze ook tweemaal bij Europese indoorkampioenschappen, te weten in 2005 en 2007, beide keren wederom op de 4 x 400 m estafette. Op de Olympische Spelen van 2008 in Peking sneuvelde ze in de halve finale van de 400 m met een tijd van 52,11 s.

### Derde olympische deelname in 2012
In 2012 nam ze op de Olympische Spelen van Londen deel aan de 400 m en de 4 x 400 m estafette. Individueel sneuvelde ze in de halve finale met een tijd van 52,24. Op het estafetteonderdeel werd ze met haar teamgenotes Shana Cox, Perri Shakes-Drayton en Christine Ohuruogu vijfde in 3.24,76. De wedstrijd werd gewonnen door de Amerikaanse estafetteploeg die met 3.16,87 bijna acht seconden eerder over de streep kwam.

### Einde atletiekloopbaan
In april 2014 kondigde McConnell aan, dat ze een punt had gezet achter haar atletiekloopbaan.
Lee McConnell zat op de Holyrood R.C. Secondary School in Glasgow en ging hierna studeren aan de Loughborough University. In 2000 studeerde zij hier af in sportwetenschappen.
Ze was aangesloten bij Shaftesbury Barnet Harriers in Londen.

## Titels
- Schots kampioene 200 m - 2005, 2011
- Schots kampioene 400 m - 2001
- Schots kampioene hoogspringen - 1998, 1999, 2000
- Schots indoorkampioene hoogspringen - 1995, 1997, 1998
- Brits universiteitskampioene hoogspringen - 1999, 2000
- AAA kampioene 400 m - 2002, 2008, 2010

## Persoonlijke records
Outdoor
| Onderdeel    | Prestatie | Datum             | Plaats    |
| ------------ | --------- | ----------------- | --------- |
| 200 m        | 23,16 s   | 31 mei 2008       | Genève    |
| 400 m        | 50,82 s   | 20 september 2002 | Madrid    |
| 400 m horden | 55,25 s   | 23 maart 2006     | Melbourne |
| hoogspringen | 1,88 m    | 19 augustus 2000  | Bedford   |

Indoor
| Onderdeel    | Prestatie | Datum            | Plaats     |
| ------------ | --------- | ---------------- | ---------- |
| 200 m        | 23,74 s   | 6 februari 2011  | Sheffield  |
| 300 m        | 37,57 s   | 10 februari 2005 | Birmingham |
| hoogspringen | 1,83 m    | 30 januari 1999  | Birmingham |

## Prestaties

### 200 m
- 2010: 5e Gemenebestspelen

### 400 m
- 1999: 14e Universiade
- 2001: 6e Universiade
- 2002:  Gemenebestspelen - 51,68 s
- 2002:  EK - 51,02 s
- 2002: 4e Wereldbeker in Madrid - 50,82 s
- 2003:  Europacup in Florence - 51,37 s
- 2003: 7e WK - 51,07 s
- 2003: 7e Wereldatletiekfinale - 52,16 s
- 2004: 8e in ½ fin. OS - 52,63 s
- 2005: 6e in ½ fin. WK - 51,15 s
- 2007:  Europacup
- 2007: 5e in ½ fin. WK - 51,07 s
- 2008: 6e in ½ fin. OS - 52,11 s
- 2009:  EK team - 51,02 s
- 2010: 4e in serie EK - 53,15 s
- 2010: 4e Gemenebestspelen
- 2011: 6e in ½ fin. WK - 51,97 s
- 2012: 5e EK - 52,20 s
- 2012: 7e in ½ fin. OS - 52,24 s

### 400 m horden
- 2006: ½ fin. EK
- 2006:  Gemenebestspelen - 55,25 s

### hoogspringen
- 1999: kwal. Gemenebestspelen

### 4 x 400 m estafette
- 1999:  Universiade
- 2001:  Universiade - 3.30,40
- 2001: 5e WK - 3.26,94
- 2002:  Europacup
- 2002: 5e Wereldbeker in Madrid
- 2002: 4e Gemenebestspelen
- 2003:  Europacup in Florence
- 2003: 6e WK - 3.26,67
- 2004: 4e OS - 3.25,12
- 2005:  EK indoor - 3.29,81
- 2005:  Europacup
- 2005:  WK - 3.24,44
- 2006: 4e EK
- 2006:  Europacup
- 2007:  Europacup
- 2007:  WK - 3.20,04 (NR)
- 2009:  EK team
- 2009: 4e WK - 3.25,16
- 2010: 5e WK indoor - 3.30,29
- 2010:  EK - 3.24,32
- 2010: 5e Gemenebestspelen
- 2011:  EK indoor - 3.31,36
- 2011:  EK team
- 2011: 4e WK - 3.23,63
- 2012: 4e EK
- 2012: 5e OS - 3.24,76